# 圖凱特峰
46°29′52″N 10°29′22″E / 46.497774°N 10.489444°E
圖凱特峰（德語：Tuckettspitze），是意大利的山峰，位於該國北部，處於博爾扎諾-南蒂羅爾自治省和桑治奧省接壤的邊界，屬於奥特莱斯山的一部分，海拔高度3,462米，人類在1866年9月12日首次登頂。